# Great Duck Island

Great Duck Island est une île du littoral de l'État du Maine du Comté de Hancock. Elle est administrativement rattachée à la municipalité de Frenchboroh, Maine qui regroupe aussi l'île voisine de Little Duck. L'île est située à 18 km au sud de l'entrée de Frenchman Bay. 
Selon The Nature Conservancy elle constitue un habitat écologique pour les colonies de guillemot à miroir et d' océanite cul-blanc. L'île est un site de recherche écologique du College of the Atlantic (en).
|                    |
| Guillemot à miroir |

|          |
| Océanite |